# Монен (кантон)
Моне́н (фр. Monein) — упразднённый французский кантон, находился в регионе Аквитания, департамент Атлантические Пиренеи. Входил в состав округа Олорон-Сент-Мари.
Код INSEE кантона — 6421. Всего в кантон Монен входили 8 коммун, из них главной коммуной являлась Монен.

## Население
Население кантона на 2012 год составляло 8503 человека.
| 1962 | 1968 | 1975 | 1982 | 1990 | 1999 | 2006 | 2012 |
| ---- | ---- | ---- | ---- | ---- | ---- | ---- | ---- |
| 7110 | 7654 | 7689 | 7734 | 7954 | 8207 | 8338 | 8503 |

## Коммуны кантона
| Коммуна      | Население, чел. (2012) | Почтовый индекс | Код INSEE |
| ------------ | ---------------------- | --------------- | --------- |
| Абос         | 520                    | 64360           | 64005     |
| Кюкерон      | 185                    | 64360           | 64197     |
| Лауркад      | 718                    | 64150           | 64306     |
| Люк-де-Беарн | 974                    | 64360           | 64359     |
| Монен        | 4466                   | 64360           | 64393     |
| Парбез       | 267                    | 64360           | 64442     |
| Парди        | 884                    | 64150           | 64443     |
| Тарсак       | 489                    | 64360           | 64535     |